# Storfjärden, Gästrikland
Storfjärden är en sjö i Gävle kommun i Gästrikland och ingår i Hamrångeån-Testeboåns kustområde. Sjön har en area på 1,41 kvadratkilometer och ligger 5 meter över havet. Sjön avvattnas av vattendraget Björkeån (Dammån).

## Delavrinningsområde
Storfjärden ingår i det delavrinningsområde (674189-157833) som SMHI kallar för Utloppet av Storfjärden. Medelhöjden är 11 meter över havet och ytan är 6,53 kvadratkilometer. Räknas de 12 avrinningsområdena uppströms in blir den ackumulerade arean 104,15 kvadratkilometer. Avrinningsområdets utflöde Björkeån (Dammån) mynnar i havet. Avrinningsområdet består mestadels av skog (71 procent). Avrinningsområdet har 1,43 kvadratkilometer vattenytor vilket ger det en sjöprocent på 21,9 procent.